# Студінська сільська рада
| Студінська сільська рада — орган місцевого самоврядування у Калуському районі Івано-Франківської області з адміністративним центром у с. Студінка. Водоймища на території, підпорядкованій даній раді: річки Лімниця, Млинівка. Сільській раді підпорядковані населені пункти: - с. Студінка - с. Середній Бабин |

## Склад ради
Рада складається з 16 депутатів та голови.

### Керівний склад ради
| ПІБ                    | Основні відомості                                                                      | Дата обрання | Дата звільнення |
| ---------------------- | -------------------------------------------------------------------------------------- | ------------ | --------------- |
| Стасюк Марія Романівна | Сільський голова, 1961 року народження, освіта, Всеукраїнське об'єднання «Батьківщина» | 26.03.2006   | 31.10.2010      |
| Стасюк Марія Романівна | Сільський голова, 1961 року народження, освіта, Всеукраїнське об'єднання «Батьківщина» | 31.10.2010   |                 |

Примітка: таблиця складена за даними джерела